# Marc Menchaca
Marc Menchaca (San Angelo, 10 oktober 1975) is een Amerikaanse acteur.
Menchaca studeerde aan de Texas A&M-universiteit, waar hij een bachelordiploma Engels behaalde. Hij volgde een zomeracteerprogramma aan de Circle in the Square Theatre School in Manhattan voordat hij besloot om als twintiger een acteercarrière na te streven. Hij speelde een van de hoofdrollen in de televisieseries als Generation Kill en The Outsider. Sinds 2022 is hij getrouwd met de Britse actrice Lena Headey.